# عرهل (يافع)

تعديل مصدري - تعديل

عرهل هي إحدى قرى عزلة لبعوس بمديرية يافع التابعة لمحافظة لحج، بلغ تعداد سكانها 555 نسمة حسب تعداد اليمن لعام 2004.